# Хрестуны
 Хрестуны  — деревня в Орловском районе Кировской области. Входит в состав Орловского сельского поселения.

## География
Расположена на расстоянии примерно 23 км по прямой на северо-восток от райцентра города Орлова.

## История
Известна с 1671 года как деревня Ондреевская Пермина с 1 двором, в 1764 году (Андреевская) 16 жителей, в 1802 3 двора. В 1873 году здесь (Андреевская или Хрестуны) 9 и 59, в 1905 14 и 81, в 1926 (Христуны или Андреевская) 14 и 66, в 1950 (Хрестуны) 13 и 42, в 1989 2 жителя. С 2006 по 2011 год входила в состав Цепелевского сельского поселения.

## Население
Постоянное население не было учтено как в 2002 году, так и в 2010.